# Vera Rebrik
Vira Rebryk (en ukrainien Віра Вікторівна Ребрик, née le 25 février 1989 à Yalta) est une athlète ukrainienne, qui devient russe en 2015 après l'occupation de la Crimée, spécialiste du lancer du javelot.

## Biographie
Lors des Championnats du monde junior d'athlétisme 2008 à Bydgoszcz le 10 juillet 2008, elle remporte l'épreuve du javelot avec 63,01 m, et établi un nouveau record du monde junior.
Sa meilleure performance était de 66,53 m, obtenue le 28 mai 2012. Elle bat le record d'Ukraine en finale des Championnats d'Europe à Helsinki pour remporter le titre face aux favorites allemandes, en particulier Christina Obergföll.
À la suite de la suspension de la Russie en novembre 2015 pour dopage organisé, Rebrik n'avait plus le droit de participer à des compétitions hors du territoire. Le 31 mai 2017, l'IAAF autorise l'athlète ainsi que Vera Rudakova et Kseniya Ustalova à concourir sous la bannière d'athlète neutre autorisé et donc peut participer à des compétitions sous neutralité. 12 athlètes avaient déjà été autorisés depuis 2016 à s'aligner sous cette bannière.

## Palmarès
| Date | Compétition                          | Lieu                  | Résultat | Marque  |
| ---- | ------------------------------------ | --------------------- | -------- | ------- |
| 2005 | Championnats du monde jeunesse       | Marrakech             | 2e       | 56,16 m |
| 2006 | Championnats du monde juniors        | Pékin                 | 2e       | 57,79 m |
| 2007 | Championnats d'Europe juniors        | Hengelo               | 1re      | 58,48 m |
| 2008 | Championnats du monde juniors        | Bydgoszcz             | 1re      | 63,01 m |
| 2009 | Universiade                          | Belgrade              | 2e       | 61,02 m |
| 2009 | Championnats d'Europe espoirs        | Kaunas                | 2e       | 61,43 m |
| 2009 | Championnats du monde                | Berlin                | 8e       | 58,25 m |
| 2011 | Championnats d'Europe espoirs        | Ostrava               | 2e       | 58,95 m |
| 2012 | Championnats d'Europe                | Helsinki              | 1re      | 66,86 m |
| 2013 | Coupe d'Europe hivernale des lancers | Castellón de la Plana | 2e       | 63,42 m |
| 2013 | Championnats du monde                | Moscou                | 10e      | 58,33 m |

## Records
| Épreuve           | Performance | Lieu     | Date         |
| ----------------- | ----------- | -------- | ------------ |
| Lancer du javelot | 66,86 m     | Helsinki | 29 juin 2012 |